# Philippe Debaty

Philippe Debaty est un footballeur français né le 7 septembre 1965 à Huy (Belgique). Il évoluait au poste de gardien de but.
Il a disputé un total de 74 matchs en Division 2.

## Carrière d'entraîneur
Il est aujourd'hui[Quand ?] Directeur Technique et Entraîneur à l'Académie de Gardien de But Grand Sud qu'il a fondé en 2003, et par laquelle sont passés quelques gardiens aujourd'hui professionnels comme Gauthier Gallon (ESTAC Troyes) et Mathieu Michel (Chamois Niortais FC).
Cette Académie propose des entraînements spécifiques au poste de gardien de but en complément de ceux proposés par les clubs. Elle se divise en quatre pôles de formation : Nîmes, Sussargues (près de Montpellier), Sauvian (près de Béziers) et Villeveyrac - Bassin de Thau (près de Sète). 
En janvier 2002, il est diplômé du DEF (Diplôme d'entraîneur de football). 
- 1998-2000 : Nîmes Olympique (entraîneur des jeunes gardiens)
- 2000-2002 : Sporting Club d'Orange (entraîneur des gardiens + entraîneur adjoint)
- 2002-2003 : AC Arles (entraîneur de l'équipe 1re en CFA2)
- 2003-2004 : Nîmes Olympique (entraîneur des jeunes gardiens et des gardiens pros)